# Metarthrodes xango
Metarthrodes xango is een hooiwagen uit de familie Gonyleptidae.